# Hector Pardoe
Hector Thomas Cheal Pardoe (Wrexham, 29 marzo 2001) è un nuotatore britannico, specializzato nel nuoto di fondo.

## Biografia
Agli europei di Glasgow 2018, si è classificato 23º nella 5 km, mentre agli europei di Budapest 2020, disputati presso il Lago Lupa a Budakalász nel maggio 2021, a causa dell'emergenza sanitaria determinata dalla pandemia di COVID-19, ha guadagnato l'8º posto nella 10 km.
Ha rappresentato la Gran Bretagna ai Giochi olimpici estivi di Tokyo 2020, gareggiando nella 10 km, in cui non è riuscito a portare a termine la gara.
Agli europei di Roma 2022, non ha portato a termine la gara. È stato convocato ai mondiali di Budapest 2022 in cui si è piazzato 11º nella 10 km.
Ai mondiali di Doha 2024 si è aggiudicato la medaglia di bronzo nella 10 km.

## Palmarès
- Mondiali

Doha 2024: bronzo nella 10 km.